# Шапсугское водохранилище
Шапсугское водохранилище — водохранилище на территории Адыгеи. Построено в 1939—1952 годах в устьевой части реки Афипс. Водохранилище регулирует паводковый сток реки, а также защищает низовья р. Кубань (от которой его отделяет неширокая коса) от наводнений, воды из водохранилища активно используются для орошения сельскохозяйственных культур.
Водохранилище расположено в левобережной пойме реки Кубани, на территории прежних Шапсугских плавней, ушедших под воду. Площадь зеркала водохранилища составляет 46 км². Водохранилище имеет округлую форму, длина 9 км, ширина 8 км, средняя глубина 3,5 м. На юго-востоке имеется небольшой залив. Дно местами подвержено сильному заилению.
На берегах расположены посёлки Новобжегокай, Дружный, Хомуты, Афипсип, Кубаньстрой. В 3 км к северо-востоку от водохранилища начинаются пригороды г. Краснодара.
В 2007 году начата реконструкция Шапсугского водохранилища. Стоимость проекта по реконструкции комплекса сооружений водохранилища составила около 1,8 миллиарда рублей. Реконструкция должна была завершиться в 2013 году, но сроки были перенесены сначала на 2015, а потом и на 2017 год. По состоянию на февраль 2020, реконструкцию планируется завершить в 2026 году.
В 2010 году было возбуждено уголовное дело по части 4 статьи 159 «мошенничество в особо крупном размере» в отношении должностных лиц организаций заказчика и подрядчика по проекту реконструкции водохранилища.